# 1126

## Догађаји
- јануар — Битка код Марџ ел Сафара

- Лето – Цар Јован II Комнин поново потврђује споразум из 1082. Овим се завршавају непријатељства са Угарском и Венецијом. Јован обезбеђује Браничево и враћа регион Сирмијум на Дунаву, али га Венеција присиљава да обнови ексклузивне трговачке привилегије.
- Пролеће – Крсташи под Понсом, грофом од Триполија, нападају тврђаву Рафанију (коју је некада држао Понсов деда Рејмонд IV), која доминира улазом у Букају из долине Оронта. Опседају тврђаву 18 дана и заузимају је 31. марта.
- Јесен – Боемунд II преузима своје наслеђе, Кнежевину Антиохију. Испловљава из Отранта са норманском флотом од 24 брода, превозећи известан број војника и коња. Боемунд се искрцава у луци Светог Симеона почетком октобра и дочекан је у Антиохији.Битка код Хлумца, Адолфа Либшера
- 18. фебруар – Битка код Хлумца: Војвода Собјеслав I побеђује немачку војску под краљем Лотаром III и његовим моравским савезником, војводом Отоном II Црним. Собеслав постаје владар Бохемске кнежевине.
- 8. март – Краљица Урака од Леона умире након 17-годишње владавине. Наследио ју је њен 21-годишњи син Алфонсо VII ел Емперадор, који је постао краљ Леона (до 1157).
- Рагнвалда Кнафевдеа, претендента на шведски престо, убијају узнемирени сељаци на локалном догађају. Шведска је без владара, али Магнус I („Снажни“) полаже право на суверенитет над Гетеландом.
- Лето – Краљ Алфонсо од Арагонa и Наварe, покреће кампању у Гранади у Андалузији (данашња Шпанија) против Алморавида. Након тога, Алморавиди депортују Јевреје и хришћане из Андалузије у Мароко.
- Зима – Краљ Лотар III поставља Хенрија X („Поносног“), војводу Баварске, за наследника свог покојног оца, Хенрија IX („Црног“), који је преминуо 13. децембра.
- Замак Шрусбери је краљ Хенри I доделио својој другој жени, краљици Аделици од Лувена (или Аделисији). Команда над замком је дата Вилијаму Фицлану.
- Пролеће – У Кини, научници и фармери демонстрирају око главног града Кајфенга, тражећи враћање на власт поверљивог војног званичника, Ли Ганга (李綱). Између демонстраната и владе избијају мањи сукоби.
- Ђин-Сунг рат: Џурченске снаге стижу до долине Жуте реке, два дана након Нове године. Остаци двора беже на југ, укључујући велики део становништва и заједнице попут Кајфенг Јевреја.

## Смрти
- Аксонгор ил Бурсуги

- Вилијам IX од Аквитаније

- Ekehard iz Aure

- Констанца Француска, кнегиња Антиохије

- Морфија од Мелитене

- Свјатослава Пољска

- Хајнрих IX, војвода Баварске

- Uraka I od Leona